# Cosimo Grottoli
Cosimo Grottoli (Bari, 21 febbraio 1973) è un karateka e maestro di karate italiano.

## Biografia

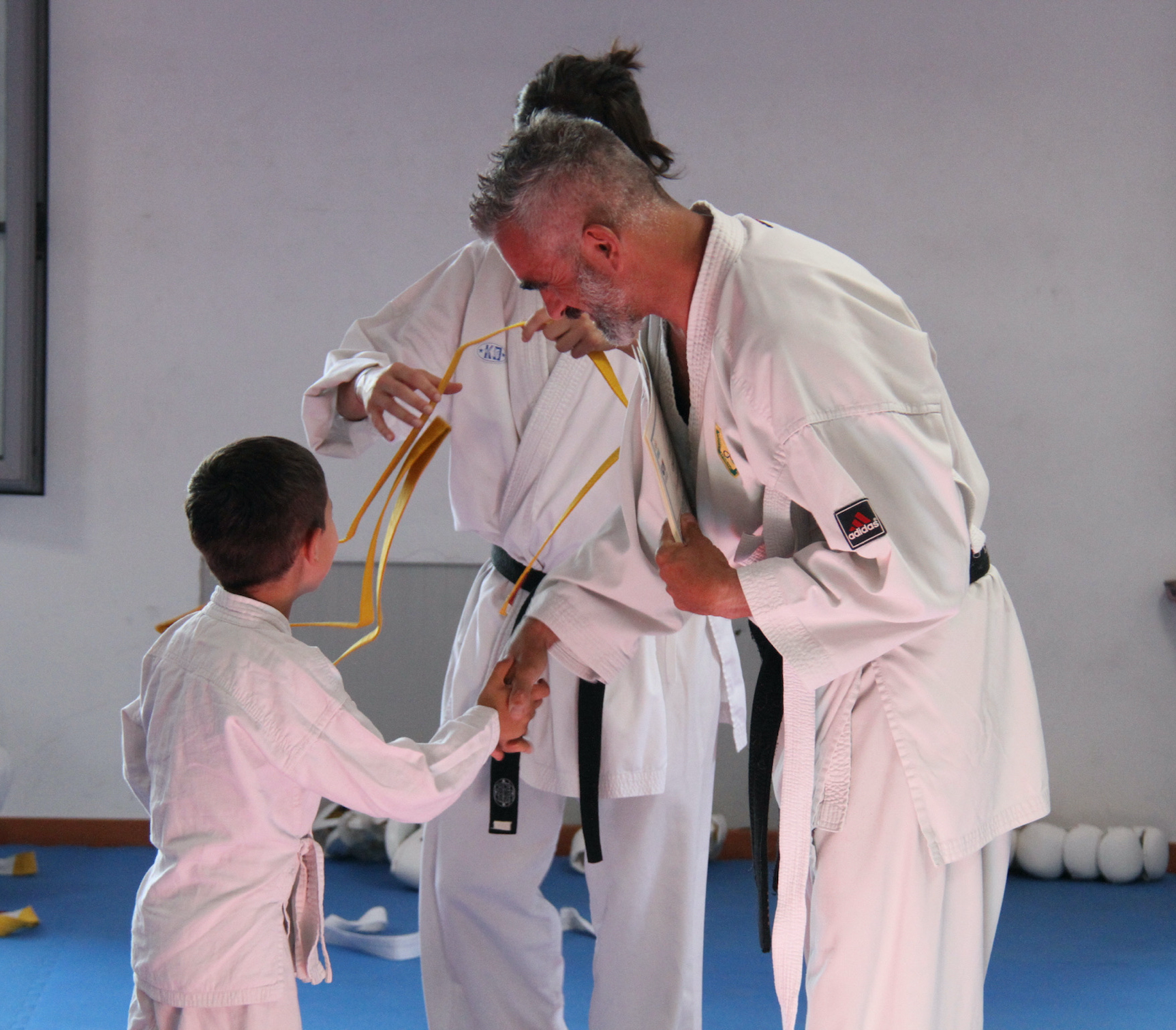
Esami passaggio di cintura.

Si avvicina alla pratica sportiva all'età di 5 anni nella palestra del maestro Vito Simmi, all'epoca “Kyohan Bari” in seguito divenuta “Kyohan Simmi”. Nel 1990 entra a far parte della nazionale italiana. Dopo aver vinto 4 titoli italiani, 3 bronzi e un argento agli europei di Cascais, Cardiff e Madrid, nel 1994 viene arruolato nel Gruppo Sportivo delle Fiamme gialle Roma nella categoria 65 kg conseguendo diversi risultati fino al 2001. Si dedica, dopo il ritiro dall'attività agonistica, al lavoro di istruttore nella palestra del Comando Generale Guardia di Finanza Roma.

## Palmarès
CURRICULUM SPORTIVO FIIJLKAM DAL 1990 AL 2001
Settore: Karate 
Grado e qualifiche: 
- cint. nera V dan, qualifica di istruttore tecnico federale e istruttore militare di karate difesa personale;
- personal trainer qualifica FIPE;
- operatore ginnastica rieducativo/posturale - metodo Mezieres.
specialità: Kumitè kg. 65
Atleta Azzurro dall'anno 1991 al 1994.

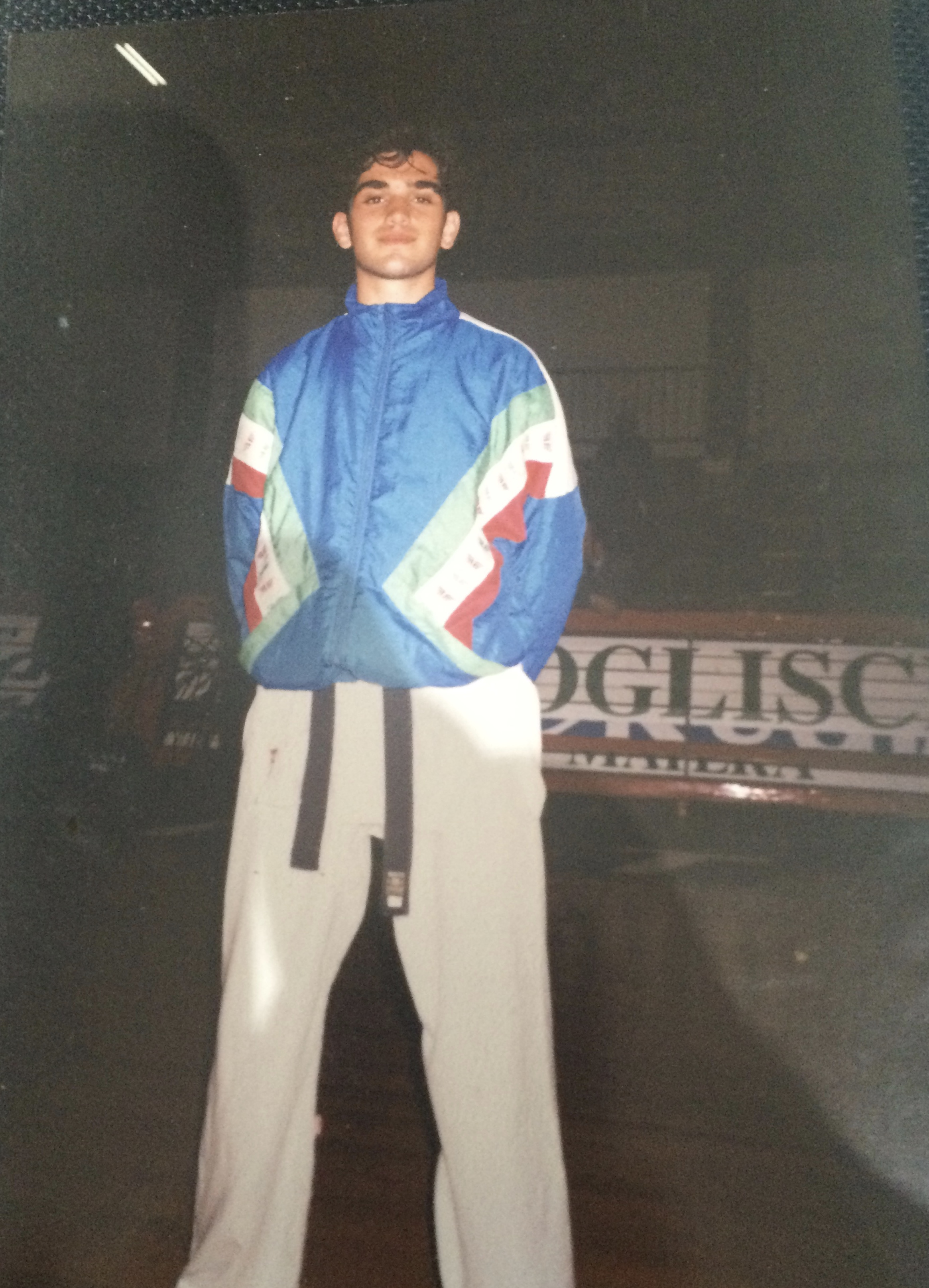
Atleta azzurro dal 1990 al 1994.

Atleta in forza al Gruppo Sportivo Fiamme Gialle Roma dal 1994 al 2001.
RISULTATO	GARA	CATEGORIA	TIPOLOGIA DI GARA	LUOGO	DATA
- 1ºclass.	Camp.Naz. Giovanile	 	CAMPIONATI ITALIANI	Matera	1990
- 2ºclass.	Coppa Italia a squadre	ju/se	CAMPIONATI ITALIANI	Ostia	1990
- 1ºclass.	1^ Coppa del Levante	seniores	GARA INTERNAZIONALE	Bari	1990
- 3ºclass.	Camp.Ita individuale	speranze	CAMPIONATI ITALIANI	 	1991
- 1ºclass.	Camp.Ita individuale	juniores	CAMPIONATI ITALIANI	Ostia	1991
- 1ºclass.	2^ Coppa del Levante	seniores	GARA INTERNAZIONALE	Bari	1991
- 3ºclass.	Trofeo Mondiale HYASHI a squadre	juniores	GARA INTERNAZIONALE	Ostia	1991
- 2ºclass.	Trofeo Mondiale HYASHI individuale	juniores	GARA INTERNAZIONALE	Ostia	1991
- 3ºclass.	2^ Coppa del Levante individuale	seniores	GARA INTERNAZIONALE	Bari	1991
- 2ºclass.	Camp.Ita individuale	juniores	GARA INTERNAZIONALE	Ostia	1992
- 3ºclass.	 CAMP. EUROPEO KUMITE Kg.65	juniores	GARE CON LA NAZ. ITALIANA	Cascais (Portog.)	1992
- 1ºclass.	Camp.Ita individuale	juniores	CAMPIONATI ITALIANI	calcinato	1993
- 1ºclass.	Tor. Intern. Città dei S assi/Sq	juniores	GARE CON LA NAZ. ITALIANA	Matera	1993
- 1ºclass.	 3º Tor. Intern. S. Bacci/S q /AR	 	GARE CON LA NAZ. ITALIANA	Montevarchi	1993
- 1ºclass.	Tor. Intern. Il Palio/S q Siena	 	GARE CON LA NAZ. ITALIANA	Trento	1993
- 1ºclass.	Tor. Intern. /Sq 	 	GARE CON LA NAZ. ITALIANA	Trento	1993
- 1ºclass.	3º Tor. Intern. S. Bacci/S q /AR	 	GARE CON LA NAZ. ITALIANA	Montevarchi	1993
- 2ºclass.	 CAMP. EUROPEO KUMITE Kg.65 /ind.	 	GARE CON LA NAZ. ITALIANA	Cardiff  (Galles)	1993
- 3ºclass.	  CAMP. EUROPEO KUMITE Kg.65/Sq 	 	GARE CON LA NAZ. ITALIANA	Cardiff  (Galles)	1993
- 1ºclass.	Coppa Malatesti a squadre	seniores	GARA INTERNAZIONALE	Pistoia	1994
- 1ºclass.	Trofeo Intern. Boccaccio	seniores	GARA INTERNAZIONALE	 	1994
- 1ºclass.	Kg. 65 1 °C. Intern. Malatesti/Sq	seniores	GARE CON LA NAZ. ITALIANA	 Pistoia	1994
- 3ºclass.	 CAMP. EUROPEO KUMITE Kg.65 /sq	 	GARE CON LA NAZ. ITALIANA	Madrid (Spagna)	1994
- 5ºclass.	 CAMP. EUROPEO KUMITE Kg.65 /ind.	 	GARE CON LA NAZ. ITALIANA	Madrid (Spagna)	1994
- 1ºclass.	Camp.Ita a squadre assoluto	seniores	CAMPIONATI ITALIANI	Ostia	1995
- 1ºclass.	Camp.Ita a squadre	seniores	CAMPIONATI ITALIANI	Pistoia	1995
- 3ºclass.	1º trofeo Intern. Borco al cornio	seniores	GARA INTERNAZIONALE	Prato	1995
- 3ºclass.	Coppa Malatesti a squadre	seniores	GARA INTERNAZIONALE	Pistoia	1995
- 2ºclass.	5ºtrofeo Porcari	seniores	GARA INTERNAZIONALE	 	1995
- 1ºclass.	7th Venice Cup	seniores	GARA INTERNAZIONALE	Noale	1995
- 2ºclass.	Camp.Ita assoluto individuale	seniores	CAMPIONATI ITALIANI	Ostia	1996
- 3ºclass.	Camp.Ita assoluto individuale	seniores	CAMPIONATI ITALIANI	Ostia	1996
- 2ºclass.	Coppa Malatesti a squadre	seniores	GARA INTERNAZIONALE	Pistoia	1996
- 3ºclass.	Coppa Malatesti a squadre	seniores	GARA INTERNAZIONALE	Pistoia	1996
- 3ºclass.	Rimini CUP	seniores	GARA INTERNAZIONALE	Rimini	1996
- 1ºclass.	1º trofeo città di Alassio	seniores	GARA INTERNAZIONALE	Alassio	1996
- 3ºclass.	Camp.Ita a squadre	seniores	GARA INTERNAZIONALE	Ostia	1997
- 3ºclass.	Campionato Italiano Assolu to Kg. 65 	seniores	CAMPIONATI ITALIANI	Alassio	1997
- 3ºclass.	Camp.Ita assoluto individuale	seniores	CAMPIONATI ITALIANI	Ostia	1997
- 2ºclass.	Camp.Ita a squadre assoluto	seniores	CAMPIONATI ITALIANI	Ostia	1998
- 1ºclass.	open di Milano	seniores	GARA INTERNAZIONALE	Col. Monzese	1998
- 2ºclass.	Open di Milano (Noetrezzi)	seniores	GARA INTERNAZIONALE	Milano	1998
- 1ºclass.	Open di Milano	seniores	GARA INTERNAZIONALE	Col. Monzese	1999
- 3ºclass.	7th Venice Cup	seniores	GARA INTERNAZIONALE	Noale	1999
- 5ºclass.	Campionato Italiano Assoluto Kg. 65 	seniores	CAMPIONATI ITALIANI	Sarnico	2000
- 1ºclass.	open di Milano	seniores	GARA INTERNAZIONALE	Col. Monzese	2000
- 1ºclass.	open di Milano	seniores	GARA INTERNAZIONALE	Col. Monzese	2001